# Banants-Stadion
Das Banants-Stadion (armenisch մարզադաշտ „Բանանց“) ist ein Fußballstadion in der armenischen Stadt Jerewan. Der Fußballverein FC Banants Jerewan bestreitet hier seine Heimspiele. Die Spielfeld hat Abmessungen von 105 × 68 Metern.

## Geschichte
Im Jahr 2006 begann mit der Unterstützung der UEFA der Bau der Sportstätte. Zwei Jahre später wurde das Stadion eröffnet. 2011 begannen Renovierungsarbeiten und 2012 war die Neueröffnung. Seitdem trägt dort der armenische Erstligist FC Banants Jerewan seine Heimspiele aus. Die Anlage verfügt über 4860 Sitzplätze. Sechs Trainingsplätze neben dem Stadion dienen den Jugendmannschaften von Banants Jerewan.
Im November 2016 fanden drei Spiele der 7. Gruppe der ersten Qualifikationsrunde der U-19-Fußball-Europameisterschaft 2017 im Banants-Stadion statt: die Schweiz gegen Armenien (4:0), Italien gegen Armenien (2:1) und Italien gegen die Schweiz (1:1).